# Simon Egon Kleewein
Simon Egon Kleewein (4. dubna 1854 Arlsdorf nebo Klagenfurt – 3. nebo 4. října 1911 Kremže) byl rakouský lékárník a politik německé národnosti z Dolních Rakous, na počátku 20. století poslanec Říšské rady.

## Biografie
Narodil se v Korutanech. Profesí byl lékárníkem. 21. července 1877 složil lékárnické zkoušky. Provozoval lékárnu v Kremži, Obere Landstrasse 3. Byl náměstkem starosty Kremže. Zasadil se o výstavbu železniční tratě Kremže–Grein.
Působil i jako poslanec Říšské rady (celostátního parlamentu Předlitavska), kam usedl ve volbách roku 1901 za kurii městskou v Dolních Rakousích, obvod Krems, Stein, Mautern atd. Ve volebním období 1901–1907 se uvádí jako Simon Egon Kleewein, lékárník.
V roce 1901 se uvádí jako kandidát Německé lidové strany.
Zemřel v říjnu 1911.